# Michael Olise
Michael Akpovie Olise, född 12 december 2001 i Hammersmith, England, är en fransk fotbollsspelare som spelar för Bundesliga-klubben Bayern München.

## Karriär

### Crystal Palace
Den 8 juli 2021 värvades Olise av Crystal Palace, där han skrev på ett femårskontrakt. Olise debuterade i Premier League den 11 september 2021 i en 3–0-vinst över Tottenham Hotspur, där han blev inbytt i den 86:e minuten mot Jordan Ayew. I augusti 2023 skrev Olise på ett nytt fyraårskontrakt med Crystal Palace.

### Bayern München
Den 7 juli 2024 värvades Olise av Bayern München på ett femårskontrakt.